# Чарлз Маклвейн (веслувальник)
Чарлз Маклвейн (англ. Charles McIlvaine, 6 серпня 1903 — 30 січня 1975) — американський академічний веслувальник.
Олімпійський чемпіон 1928 року в складі парної двійки.